# Otto Carius
Pour les articles homonymes, voir Carius.
Otto Carius (27 mai 1922 à Deux-Ponts (Zweibrücken, Rhénanie-Palatinat) ; 24 janvier 2015 à Herschweiler-Pettersheim, Rhénanie-Palatinat) était un militaire allemand durant la Seconde Guerre mondiale où il fut chef de char (Panzer).
Il est connu pour avoir été crédité par la Wehrmacht de la destruction de plus de 150 chars, ce qui en fait le deuxième destructeur de char de la Panzerwaffe, après Kurt Knispel. Son palmarès a principalement été acquis sur le Front de l'Est au sein de la Schwere Panzer-Abteilung 502.

## Avant-guerre
Il rêve d'abord de devenir musicien, avant de se tourner vers les études d'ingénieur.

## Période de guerre

### 1940
À ses 18 ans, après plusieurs demandes infructueuses du fait d'un poids insuffisant, Otto Carius suit une formation d'infanterie dans le 104e bataillon d'infanterie à Posen. Mais il voudrait servir dans la Panzerwaffe, et parvient à être versé au sein de la 7. Panzer Ersatz-Abteilung à Vaihingen où il est chargeur dans un Panzer 38 (t). Il apprend les rudiments de la guerre de blindés à la base militaire d'entraînement de Putlos.

### Front de l'Est

#### AuPanzer-Regiment 21
Au déclenchement de l'opération Barbarossa, il sert dans le Panzer-Regiment 21 qui vient d'être formé et rattaché à la 20e Panzerdivision qui combat en Biélorussie. Il participe à la bataille de Smolensk. Le 1er août 1941, Carius devient sergent. Dans les jours qui suivent, il quitte le front pour suivre une formation de conducteur de char en Allemagne, puis il suit des cours pour devenir officier. Cependant, il n'obtient pas son brevet d'officier et regagne Gjatsk en février 1942, toujours au sein du Panzer-Regiment 21, alors dans un état désastreux puisque la majorité des chars ont été perdus face à la poussée soviétique de l'hiver. Durant toute l'année, l'unité va subir la pression des assauts ennemis et de lourdes pertes.

#### Intégration à laSchwere Panzer-Abteilung 502

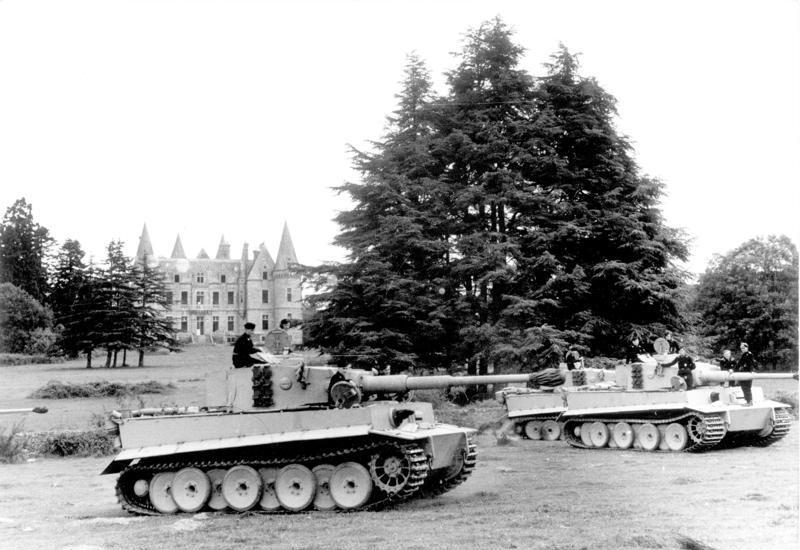
Tiger de la 2./schwere Panzer-Abteilung 502 à l'entraînement dans le secteur de Ploërmel en 1943.

Au début de l'année 1943, il est sélectionné pour rejoindre une unité de Tiger, nouveau char lourd en lequel les Allemands placent une partie de leurs espoirs pour améliorer leur inconfortable situation sur tous les fronts. Après avoir suivi un entraînement à Ploërmel (Bretagne), il gagne en juillet 1943 le front de Léningrad au sein de la schwere Panzer-Abteilung 502. Les Tiger, après leurs déconvenues initiales, et bien qu'en nombre encore limité à cette époque, occupent une place importante dans le dispositif de défense allemand, très éprouvé par les incessants assauts de l'Armée rouge. Otto Carius, à son arrivée, prend immédiatement le commandement d'une section de la 2. Kompanie (2./schwere Panzer-Abteilung 502).

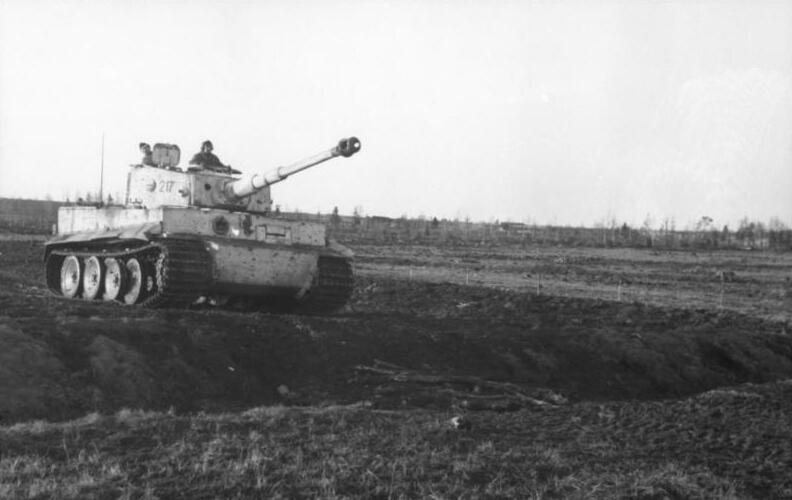
Ce Tiger de la schwere Panzer-Abteilung 502, pris en photo en janvier 1944, pourrait bien être celui de Carius au vu du numéro 217 peint sur la tourelle.

Le 6 octobre 1943, alors que le Tiger de Carius est victime d'un ennui mécanique, une douzaine de T-34 s'approchent de lui. S'ensuit un combat rapproché, au cours duquel Carius détruit 10 chars ennemis.
Il est blessé légèrement à la tempe le 2 décembre.
Entretemps, le pointeur de son équipage, Clajus, est remplacé par celui qui est probablement un des meilleurs pointeurs de la Panzerwaffe, à savoir Heinz Kramer, qui ne manque pas de démontrer ses talents puisqu'il détruit un avion de reconnaissance ennemi le 16 décembre. En février, 4 SU-85 sont détruits par Carius, et il continue à accumuler les victoires, comme le 17 mars où il détruit 12 T-34 et un char lourd KV-1 dans le secteur de Lembitu, à l'ouest de Narva, alors que l'Armée rouge cherche à bousculer la Wehrmacht dans cette zone pour reprendre l'Estonie.
Le 21 avril, Otto Carius échappe à la mort, alors qu'il s'est penché vers Kramer pour qu'il lui allume une cigarette, une bombe pulvérise son tourelleau. 
Le 4 mai, alors qu'il est à l'hôpital pour une crise d'asthme, Carius reçoit la croix de chevalier et devient Leutnant.
En juillet, il prend le commandement de la 2./schwere Panzer-Abteilung 502.

#### Malinava
Le 22 juillet 1944, Carius et son acolyte Albert Kerscher font une reconnaissance au village de Malinava (en), dans la banlieue nord de Daugavpils, car une attaque doit y avoir lieu. Ils y trouvent le village déjà occupé par une colonne d'assaut soviétique. Carius et Kerscher décident de reprendre immédiatement le village, et retournent chercher leurs Tigres pour mener l'attaque à eux seuls, pendant que le leutnant Nienstedt à la tête de 6 autres Tigres restera en retrait pour couvrir l'attaque : puisqu'il n'y a qu'une seule route menant à ce village, il n'est pas nécessaire d'engager plus de Panzern. L'attaque est une réussite et les Tigre revendiquent 17 chars dont des nouveaux chars lourds JS. Carius et son équipage s'attribuent la destruction de 10 blindés ennemis. Non seulement ils viennent de supprimer une sérieuse menace qui pesait sur une brèche dans le front de Witebsk, mais ils découvrent parmi les débris de la colonne les objectifs de celle-ci.

#### Derniers jours à l'Est
Au soir du 24 juillet 1944, alors qu'il effectue une reconnaissance à bord d'un side-car sur une route entre Riga et Daugavpils, Otto Carius est pris à partie par des fantassins soviétiques. Avec son chauffeur, il tente de s'échapper à pied dans des bosquets, mais il est touché à plusieurs reprises. Cependant, des chars de sa compagnie sont avertis par les tirs et se rapprochent, ce qui n'empêche pas Otto de prendre une dernière balle dans la nuque avant que les Soviétiques n'abandonnent la poursuite. Il perd alors connaissance, touché par pas moins de six balles, la dernière n'ayant miraculeusement pas tué cet homme pourtant chétif.
Il reçoit les Feuilles de Chêne le 27 juillet, mais ses blessures sont si lourdes qu'il ne peut reprendre du service qu'en janvier 1945.

### Défense du Reich

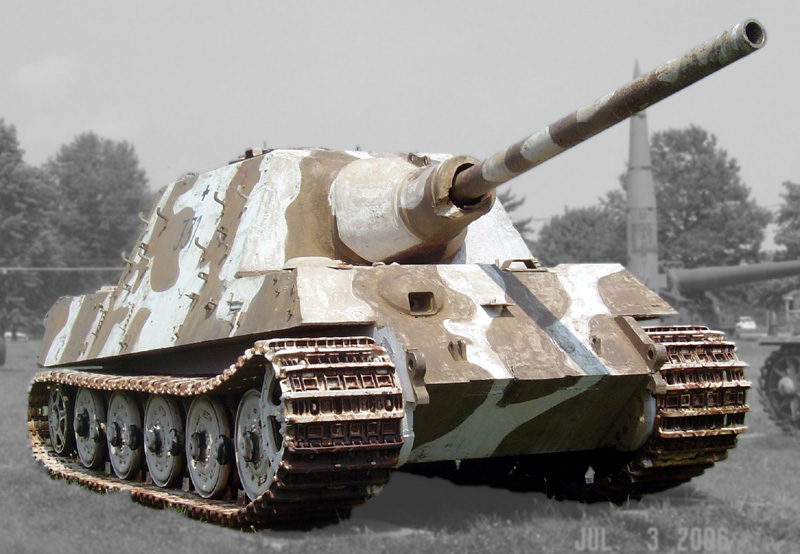
Jagdtiger

Otto Carius prend la tête de la 2.Kompanie de la Schweren Panzer-Abteilung 512 équipée d'une trentaine de Jagdtiger. Le bataillon est envoyé défendre le Rhin, les Américains l'ayant franchi à Remagen. Malgré la puissance des Jagdtiger apportée par leurs 12,8 cm Pak44, capable d'abattre tout char allié sans difficulté à n'importe quelle distance, la situation est très difficile ; Carius ne peut que constater le manque de personnel et l'inexpérience des équipages sous ses ordres : 
« Avec deux ou trois commandants et équipages de ma compagnie en Russie, nous aurions pu accueillir l'ennemi avec un joli feu d'artifice. Cinq Russes étaient au moins aussi dangereux que trente Américains ! ». Sans doute exagère-t-il, mais cela donne une idée de la baisse d'agressivité de soldats qui savaient la guerre finie.
C'est d'autant plus gênant que les Jagdtiger sont très massifs, difficiles à manœuvrer et mécaniquement très fragiles. 
Le 11 avril, Otto Carius détruit quinze chars alliés dans une escarmouche près de Unna. 
En avril, la Wehrmacht est défaite. Ayant reçu l'ordre de capitulation du lieutenant-général Fritz Bayerlein, la compagnie de Carius, déjà réduite à six chars, les sabote et se rend aux Américains qui la mettent en captivité.

## Après-guerre
Carius tombe malade et est libéré quelques mois plus tard.
Il entreprend alors des études en pharmacie à l'université de Fribourg-en-Brisgau et devient pharmacien en 1951 en Rhénanie-Palatinat, d'abord à Deux-Ponts, ensuite à Herschweiler-Pettersheim où son enseigne porte le nom de « Tiger-Apotheke » (pharmacie du tigre). Il a travaillé à temps plein jusqu'au 31 janvier 2011, ensuite à temps partiel.
Il écrit également un livre Tiger im Schlamm (Les Tigres dans la boue). Au-delà de la description de certaines batailles, il y fait part du vécu des soldats de base de la Wehrmacht. Ce livre a été traduit en plusieurs langues et a inspiré un manga de Hayao Miyazaki Otto Carius: Doromamire no tora (Tigers Covered With Mud)
Otto Carius décède le 24 janvier 2015 à l'âge de 92 ans.

## Récompenses
- Croix de fer deuxième classe, reçue le 15 septembre 1942.
- Croix de fer première classe, reçue le 23 novembre 1943.
- Croix de chevalier de la croix de fer, reçue le 4 mai 1944.
- Croix de chevalier de la croix de fer avec feuilles de chêne, reçue le 27 juillet 1944.
- Insigne de blessé en or, reçu le 11 septembre 1944.
- Insigne en argent en mémoire de 100 batailles avec blindés